# Jeniferever
Jeniferever (Дженіфева) — шведський пост-роковий гурт із Упсали, що виник 1996 року. Музику гурту можна віднести також до ембієнт інді-року. Назву взято з однойменної пісні гурту Smashing Pumpkins 1989 року.
23 березня 2011 року Jeniferever виступили в Києві.

## Учасники
- Крістофер Єнсен (Kristofer Jönson) — спів, гітара, клавішні
- Мартін Сандстрем (Martin Sandström) — гітара, бек-вокал
- Олле Біліус (Olle Bilius) — бас-гітара, клавішні, бек-вокал
- Фредерік Аспелін (Fredrik Aspelin) — ударні, бек-вокал

## Дискографія
Альбоми
- Choose a Bright Morning (2006)
- Spring Tides (2009)
- Silesia (2011)

Міні-альбоми
- Chronicles of Omega (2001)
- Jeniferever (2002)
- The Next Autumn Soundtrack & Jeniferever (2003)
- Iris (2004)
- Nangijala (2008)

Сингли
- «From Across the Sea» (2006)
- «The Sound of Beating Wings» (2006)
- «Alvik» (2006)